# Eriobotrya hookeriana
Eriobotrya hookeriana är en rosväxtart som beskrevs av Joseph Decaisne. Eriobotrya hookeriana ingår i släktet eriobotryor, och familjen rosväxter. Inga underarter finns listade i Catalogue of Life.